# 张庄站
张庄站是一个京沪线上的铁路车站，位于山东省禹城市张庄镇，建于1910年，目前为四等站，邮政编码为251208。目前客运：办理旅客乘降；行李、包裹托运；不办理货运营业。